# Landol
Landol este o localitate din comuna Postojna, Slovenia, cu o populație de 148 de locuitori.